# Joe Hawley
Joe Hawley (ur. 23 września 1982 w Bloomfield Hills) – amerykański wokalista, gitarzysta, kompozytor i producent muzyczny najbardziej znany z członkostwa w zespole Tally Hall i stworzenia projektu ミラクルミュージカル.

## Biografia
Urodził się 23 września 1982 w Bloomfield Hills w stanie Michigan. Około 1988 roku był aktorem dziecięcym, grając w reklamach. W 1994 zaczął uczęszczać do gimnazjum w Bloomfield Hills, a w 1997 do liceum.
W 2001 zaczął studiować na Uniwersytecie Michigan na kierunku scenopisarskim. Jego pracą magisterską był film krótkometrażowy The Other Way. W jesieni 2002 roku Hawley założył grupę komediową AnonyMous z którą stworzył w 2003 komediowy film krótkometrażowy Sargasm. W 2002 poznał Roba Cantora, gdy ten razem z Andrewem Horowitzem, Steve’em Gallagherem i Zubinem Sedghim stworzył zespół o nazwie Gallagher, który po dołączeniu do niego Hawleya zmienił nazwę na Tally Hall. W 2005 Hawley skończył naukę na uniwersytecie.
Razem z zespołem Tally Hall wydał dwa albumy, a potem zespół zaprzestał publicznej aktywności. Od tamtego czasu stworzył projekt muzyczny ミラクルミュージカル oraz wydał pod swoim własnym imieniem album Joe Hawley Joe Hawley.

## Życie prywatne
Mieszka w Bloomfield Hills. Jest wegetarianinem. W 2023 roku był obiektem kontrowersji. Wyjawniono wówczas, że cierpi na chorobę psychiczną.

## Dyskografia

### Albumy studyjne
- Joe Hawley Joe Hawley (2016)
- γɘlwɒH ɘoႱ γɘlwɒH ɘoႱ (2019)

### Single
- Sleigh Ride Invincibility Star (2011)
- Weird Bed &/or Yes Please (2019)
- Yes Please &/or Weird Bed (2019)
- Everything Means Nothing to Me (ft. India Valladares Lovelace IV) (2021)